# Mira-Bhayandar

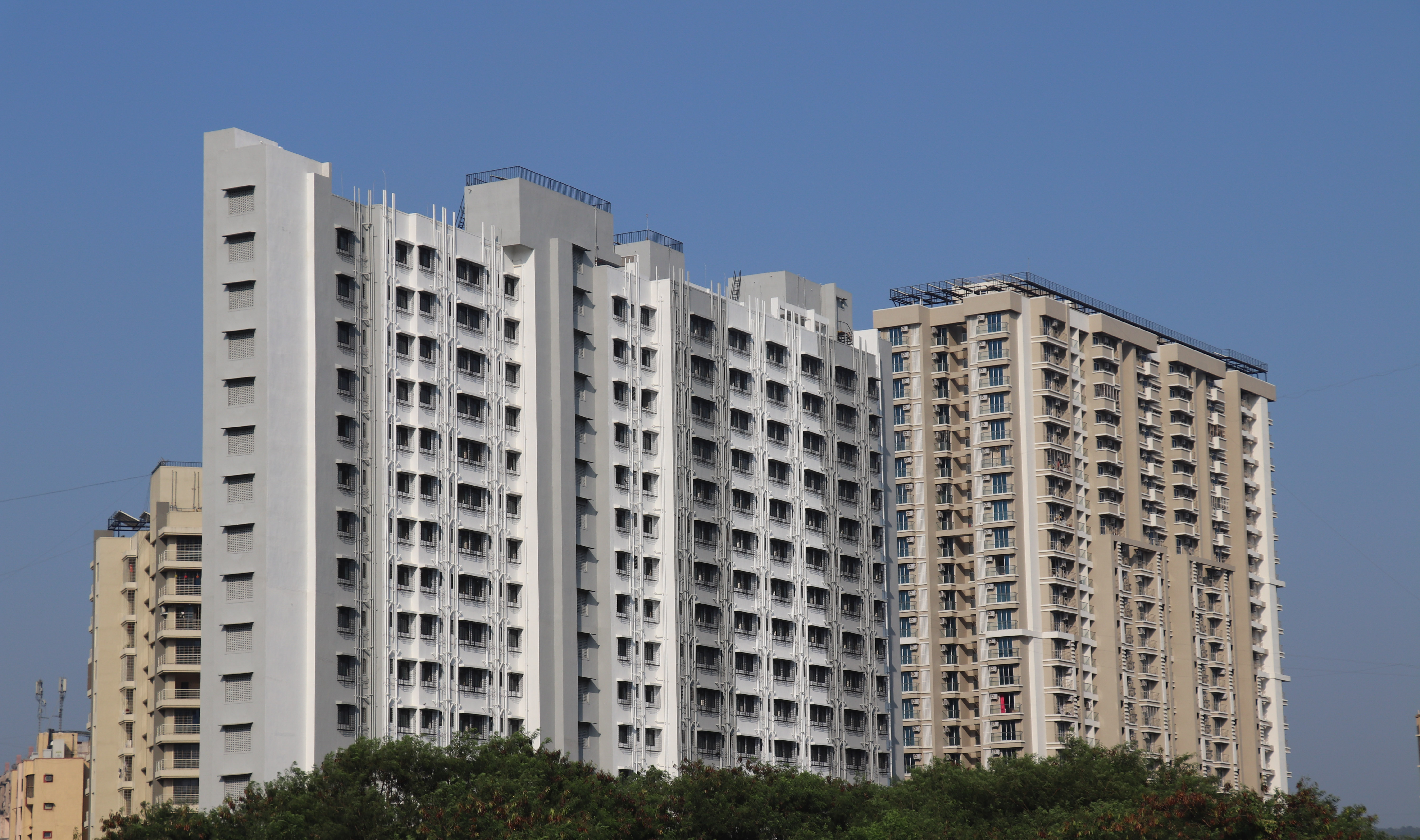
Hochhauswohnungen in Mira Road (East), Bezirk Thane, Bundesstaat Maharashtra

Mira-Bhayandar (Marathi मीरा भयंदर, Mīrā Bhayandar) ist eine Stadt im Distrikt Thane im indischen Bundesstaat Maharashtra.

## Geografie
Mira-Bhayandar liegt 40 Kilometer nördlich von Mumbai an der Fernstraße NH 8. Das Gebiet liegt auf der Insel Salsette am Vasai Creek, einem Mündungsarm des Flusses Ulhas. Gemeinsam mit den Städten Navi Mumbai, Thane, Kalyan-Dombivli, Ulhasnagar, Bhiwandi und Vasai-Virar bildet sie die Agglomeration des Großraums Mumbai.
Südöstlich der Stadt liegt der Sanjay-Gandhi-Nationalpark.

## Bevölkerung
2001 hatte die Stadt 520.388 Einwohner (Zensus 2001).
2011 wurden 814.655 Einwohner (Zensus 2011) gezählt.
Etwa 53 % der Bevölkerung sind männlich.